# Dalem
Pour les articles homonymes, voir Dalem (homonymie).
Dalem est une commune française située dans le département de la Moselle et le bassin de vie de la Moselle-est, en région Grand Est.

## Géographie

### Communes proches
|           | Tromborn            | Rémering |
| Téterchen | Dalem               | Merten   |
|           | Hargarten-aux-Mines | Falck    |

### Hydrographie

#### Réseau hydrographique
La commune est située dans le bassin versant du Rhin au sein du bassin Rhin-Meuse. Elle est drainée par le ruisseau de la Forge et le ruisseau le Grossbach.

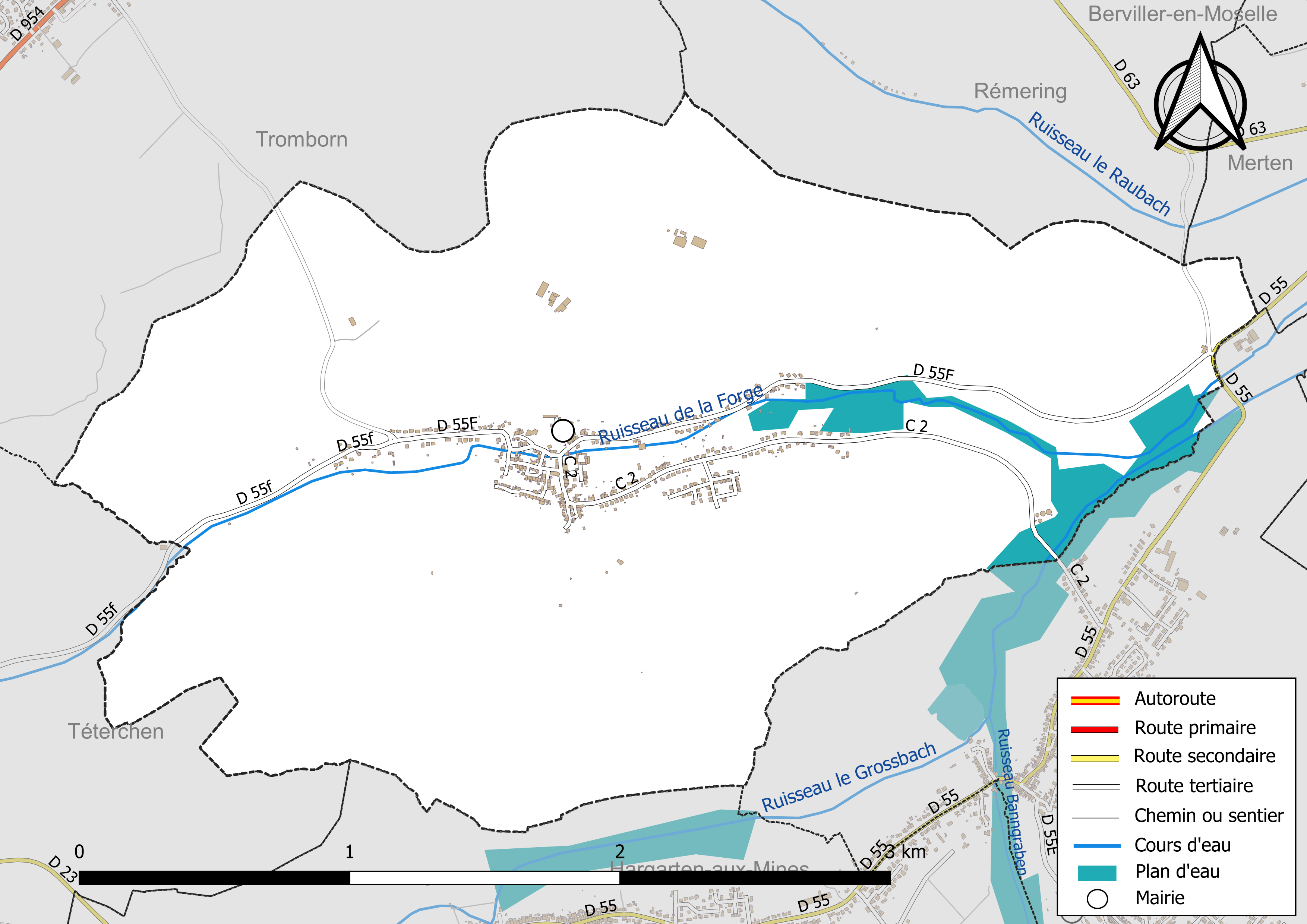
Réseaux hydrographique et routier de Dalem.

#### Gestion et qualité des eaux
Le territoire communal est couvert par le schéma d'aménagement et de gestion des eaux (SAGE) « Bassin Houiller ». Ce document de planification, dont le territoire est approximativement délimité par un triangle formé par les villes de Creutzwald, Faulquemont et Forbach, d'une superficie de 576 km2, a été approuvé le 27 octobre 2017. La structure porteuse de l'élaboration et de la mise en œuvre est la région Grand Est. Il définit sur son territoire les objectifs généraux d’utilisation, de mise en valeur et de protection quantitative et qualitative des ressources en eau superficielle et souterraine, en respect des objectifs de qualité définis dans le SDAGE  du Bassin Rhin-Meuse.

### Climat
Pour des articles plus généraux, voir Climat du Grand Est et Climat de la Moselle.
En 2010, le climat de la commune est de type climat des marges montargnardes, selon une étude du Centre national de la recherche scientifique s'appuyant sur une série de données couvrant la période 1971-2000. En 2020, Météo-France publie une typologie des climats de la France métropolitaine dans laquelle la commune est exposée à un climat semi-continental et est dans la région climatique  Lorraine, plateau de Langres, Morvan, caractérisée par un hiver rude (1,5 °C), des vents modérés et des brouillards fréquents en automne et hiver. 
Pour la période 1971-2000, la température annuelle moyenne est de 9,7 °C, avec une amplitude thermique annuelle de 16,9 °C. Le cumul annuel moyen de précipitations est de 721 mm, avec 11,9 jours de précipitations en janvier et 9,3 jours en juillet. Pour la période 1991-2020, la température moyenne annuelle observée sur la station météorologique de Météo-France la plus proche, « Seingbouse », sur la commune de Seingbouse à 21 km à vol d'oiseau, est de 10,5 °C et le cumul annuel moyen de précipitations est de 731,4 mm. 
La température maximale relevée sur cette station est de 37,9 °C, atteinte le 25 juillet 2019 ; la température minimale est de −17 °C, atteinte le 20 décembre 2009,,. 
Les paramètres climatiques de la commune ont été estimés pour le milieu du siècle (2041-2070) selon différents scénarios d'émission de gaz à effet de serre à partir des nouvelles projections climatiques de référence DRIAS-2020. Ils sont consultables sur un site dédié publié par Météo-France en novembre 2022.

## Urbanisme

### Typologie
Au 1er janvier 2024, Dalem est catégorisée bourg rural, selon la nouvelle grille communale de densité à sept niveaux définie par l'Insee en 2022.
Elle est située hors unité urbaine. Par ailleurs la commune fait partie de l'aire d'attraction de Creutzwald, dont elle est une commune de la couronne,. Cette aire, qui regroupe 8 communes, est catégorisée dans les aires de moins de 50 000 habitants,.

### Occupation des sols
L'occupation des sols de la commune, telle qu'elle ressort de la base de données européenne d’occupation biophysique des sols Corine Land Cover (CLC), est marquée par l'importance des territoires agricoles (42,6 % en 2018), une proportion sensiblement équivalente à celle de 1990 (42,8 %). La répartition détaillée en 2018 est la suivante : 
forêts (41,6 %), terres arables (39,9 %), zones urbanisées (9,8 %), zones humides intérieures (6 %), zones agricoles hétérogènes (2,7 %). L'évolution de l’occupation des sols de la commune et de ses infrastructures peut être observée sur les différentes représentations cartographiques du territoire : la carte de Cassini (XVIIIe siècle), la carte d'état-major (1820-1866) et les cartes ou photos aériennes de l'IGN pour la période actuelle (1950 à aujourd'hui).

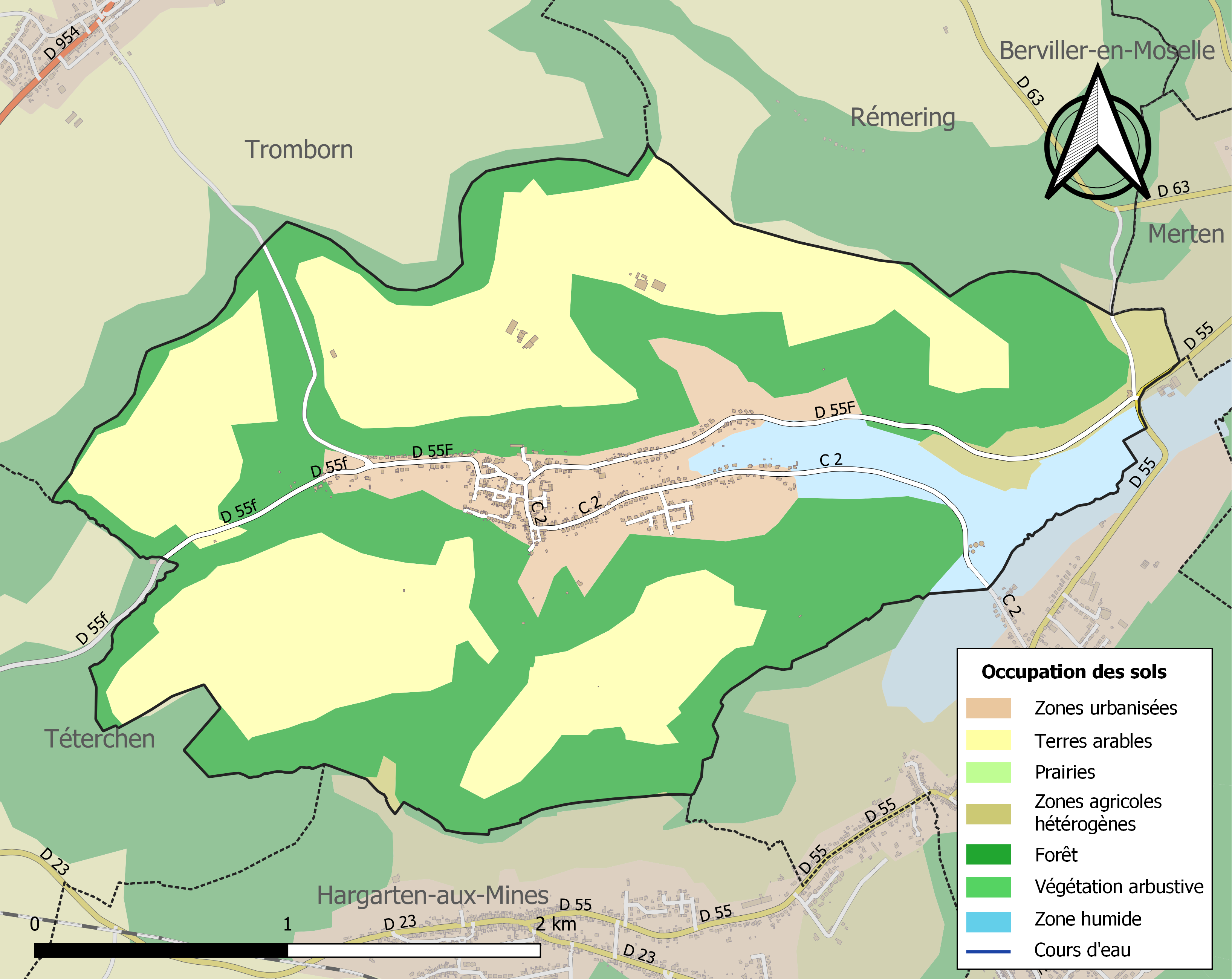
Carte des infrastructures et de l'occupation des sols de la commune en 2018 (CLC).

## Toponymie
- Dala (1179), Dalcheim (1299), Dalle (1337), Dalheim (1594), Dalheim se traduit Maison dans le val (1779), Dhallem (1778-1780), Dalem (1793), Dalheim (1801)[15], Dalem (1871-1918).
- En francique lorrain : Dale et Dalem.

## Histoire
- 843 : Francie médiane
- 925 : Saint-Empire romain germanique
- 1736-1766 : duché de Lorraine
- 1766-1791 : royaume de France
- 1791-1871 : France
- 1871-1918 : Empire allemand
- 10 novembre 1918-22 novembre 1918 : République des conseils d'Alsace-Lorraine
- 28 juin 1919 -22 juin 1940 : France (Après le traité de Versailles)
- 22 juin 1940- mars 1945 : Occupation de l’Allemagne nazie
- Depuis mars 1945 : France

Village de l'ancienne province de Lorraine. Maison forte du duc de Lorraine mentionnée en 1303, érigée en comté en faveur des d'Haraucourt à partir de 1620, puis des Choiseul-Beaupré de 1751 à la Révolution.

## Politique et administration
| Période                                  | Période   | Identité         | Étiquette | Qualité    |
| ---------------------------------------- | --------- | ---------------- | --------- | ---------- |
| Les données manquantes sont à compléter. |           |                  |           |            |
| mars 1989                                | mars 2014 | Nicolas Bausch   | PCF       |            |
| mars 2014                                | mai 2020  | François Paysant | Sans      | Enseignant |
| mai 2020                                 | en-cours  | Arnaud Enzinger  | Sans      |            |

## Démographie
L'évolution du nombre d'habitants est connue à travers les recensements de la population effectués dans la commune depuis 1800. Pour les communes de moins de 10 000 habitants, une enquête de recensement portant sur toute la population est réalisée tous les cinq ans, les populations de référence des années intermédiaires étant quant à elles estimées par interpolation ou extrapolation. Pour la commune, le premier recensement exhaustif entrant dans le cadre du nouveau dispositif a été réalisé en 2008.

En 2022, la commune comptait 698 habitants, en évolution de +11,86 % par rapport à 2016 (Moselle : +0,52 %, France hors Mayotte : +2,11 %).
| 1800 | 1806 | 1821 | 1836 | 1841 | 1861 | 1866 | 1871 | 1875 |
| ---- | ---- | ---- | ---- | ---- | ---- | ---- | ---- | ---- |
| 300  | 354  | 349  | 413  | 450  | 447  | 478  | 459  | 483  |

| 1880 | 1885 | 1890 | 1895 | 1900 | 1905 | 1910 | 1921 | 1926 |
| ---- | ---- | ---- | ---- | ---- | ---- | ---- | ---- | ---- |
| 488  | 422  | 429  | 410  | 409  | 497  | 499  | 502  | 542  |

| 1931 | 1936 | 1946 | 1954 | 1962 | 1968 | 1975 | 1982 | 1990 |
| ---- | ---- | ---- | ---- | ---- | ---- | ---- | ---- | ---- |
| 561  | 521  | 495  | 519  | 573  | 530  | 550  | 574  | 545  |

| 1999 | 2006 | 2008 | 2013 | 2018 | 2022 | - | - | - |
| ---- | ---- | ---- | ---- | ---- | ---- | - | - | - |
| 577  | 636  | 653  | 590  | 668  | 698  | - | - | - |

## Culture locale et patrimoine

### Lieux et monuments

#### Édifices civils
- Maison forte XIVe siècle/XVe siècle
- Source du Vieux Château.

#### Édifice religieux

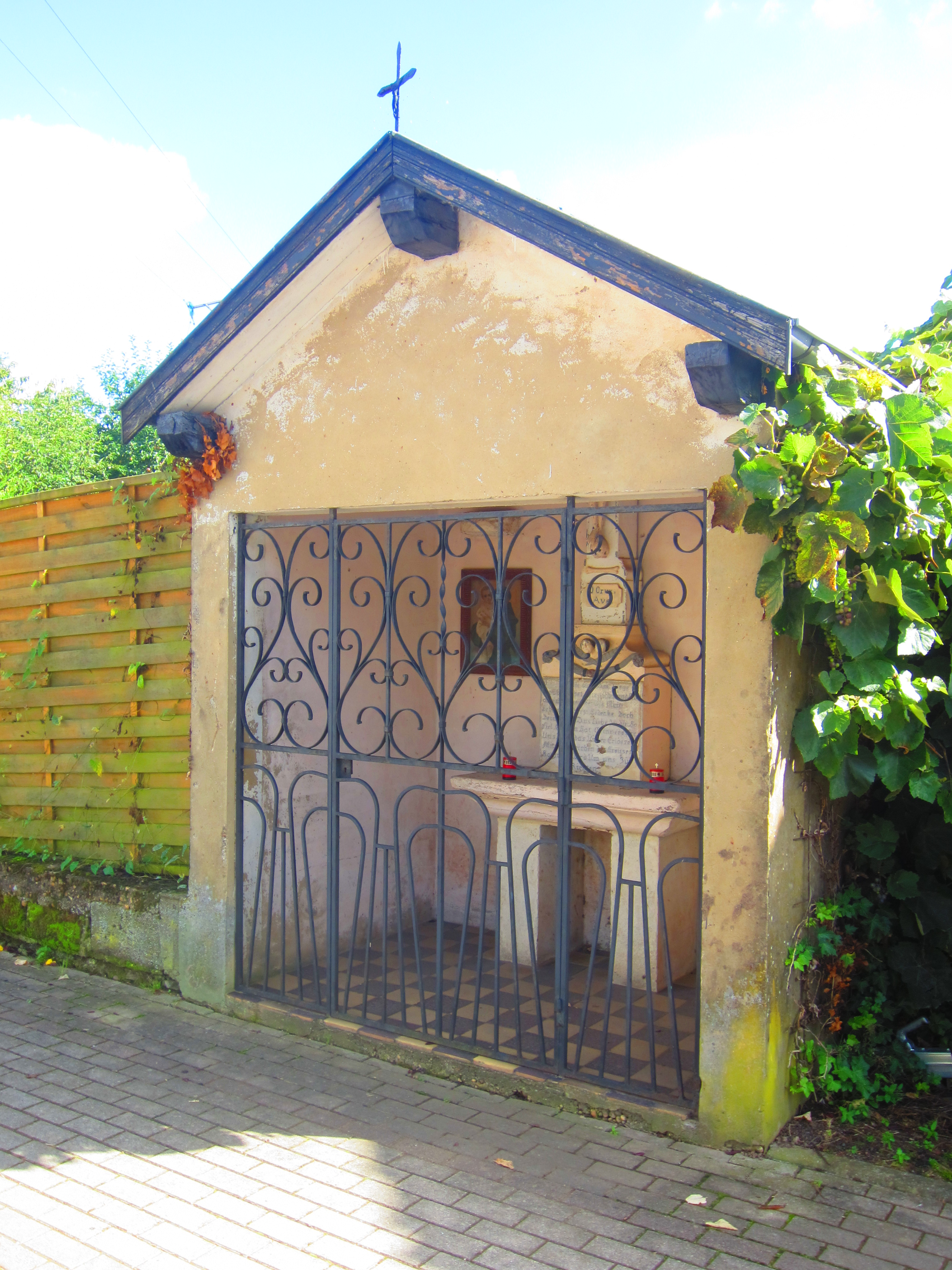
Chapelle-oratoire

- Église Saint-Pierre néo-romane 1902.
- Chapelle-oratoire.

#### Cimetière Mennonites

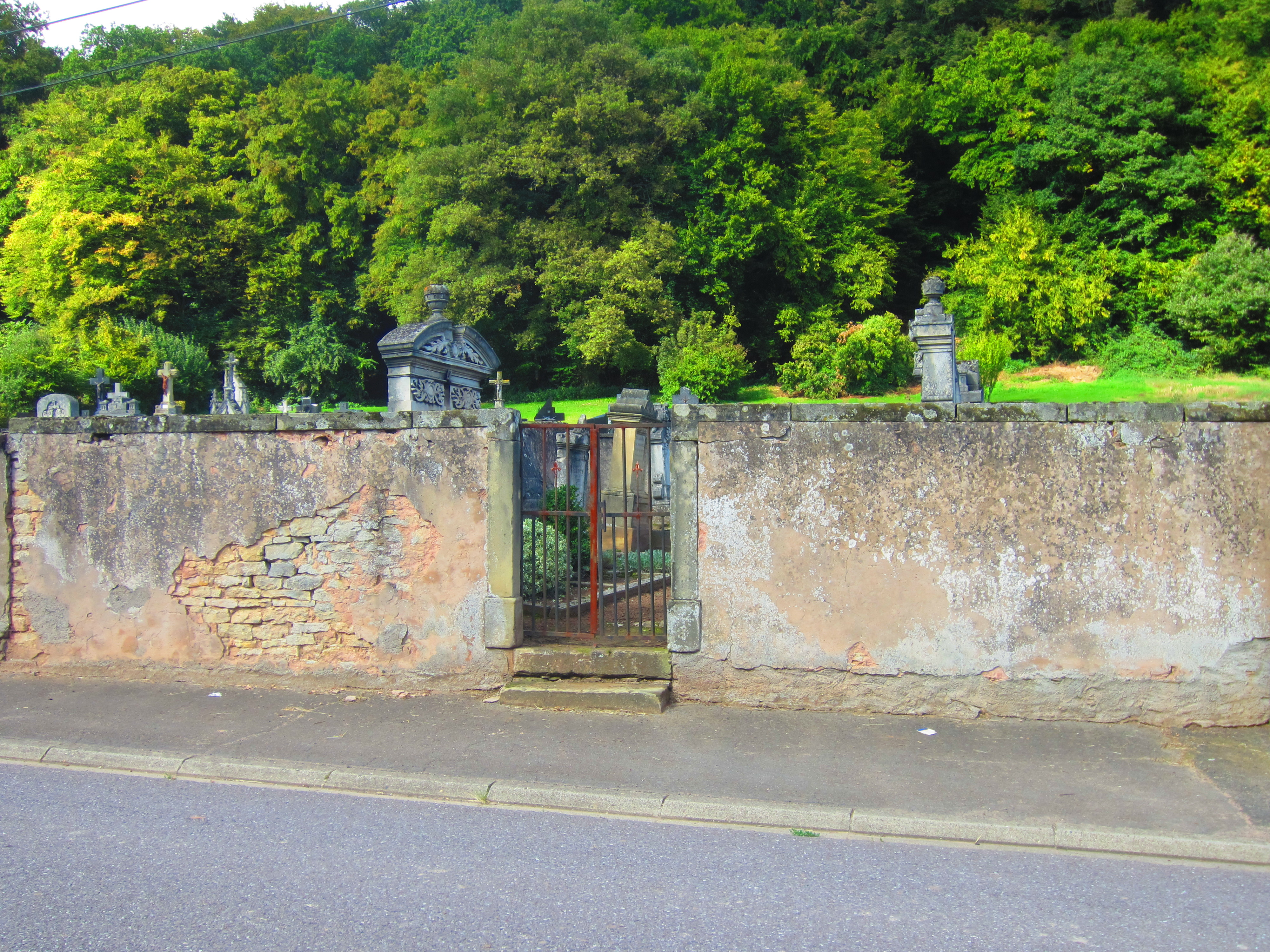
Cimetière mennonite.

- Ancien cimetière mennonite.

## Pour approfondir